# Šume na Dilj gori
Šume na Dilj gori este o arie protejată (sit de importanță comunitară — SCI) din Croația întinsă pe o suprafață de 15.463,8 ha, integral pe uscat.

## Localizare
Centrul sitului Šume na Dilj gori este situat la coordonatele 45°16′44″N 18°02′13″E / 45.279°N 18.037°E.

## Înființare
Situl Šume na Dilj gori a fost declarat sit de importanță comunitară în iulie 2013 pentru a proteja 3 specii de animale.

## Biodiversitate
Situată în ecoregiunea continentală, aria protejată conține 2 habitate naturale: Păduri ilirice de stejar și carpen (Erythronio-Carpinion), Păduri panonice cu Quercus pubescens.
La baza desemnării sitului se află mai multe specii protejate:
- amfibieni (1): izvoraș-cu-burta-galbenă (Bombina variegata)
- nevertebrate (2): Cordulegaster heros, Euplagia quadripunctaria

Pe lângă speciile protejate, pe teritoriul sitului au mai fost identificate 11 specii de plante.